# Mahmud Kati
Fils de d'Ali Ben Ziyad et de Kadidia Sylla, l'explorateur et chroniqueur Mahmud Kati ou Mahmoud Kati ou encore Mohamed Kota voire Alpha Kota a beaucoup sillonné la boucle du Niger en compagnie de l'Askia Mohamed dont il fut le conseiller.
Son nom viendrait de « Cota », particulièrement porté par des Juifs convertis en Espagne. D’origine romane, le nom connaît de nombreux dérivés. Sénèque et Cicéron l’évoquent dans leurs œuvres. Il est porté en Espagne, au Portugal, en France, en Amérique Latine, etc. Ce sont partout des hommes de « plume et de Cour ». Voir Les Juifs à Tombouctou, p. 23-25.
Il contribue à augmenter considérablement le fond familial de manuscrits, actuellement conservés dans la bibliothèque familiale Fondo Kati de Tombouctou.
Son ouvrage essentiel est le Tarikh el-fettach, dont il a commencé la rédaction et qui fut achevé par son petit-fils.
Mahmud Kati est mort centenaire en septembre 1593. 
Après avoir effectué des recherches historiques et généalogiques, le poète et philosophe contemporain Ismaël Diadié Haïdara affirme être l'un de ses descendants,. 